# Ein starkes Team: La Paloma
La Paloma ist ein deutscher Fernsehfilm von Markus Imboden aus dem Jahr 2009. Es handelt sich um die 43. Folge der Krimiserie Ein starkes Team mit Maja Maranow und Florian Martens in den Hauptrollen. Für Teammitglied Yüksel Yüzgüler ist es die letzte Folge, da er im Laufe der Geschichte getötet wird.

## Handlung
Ein Stromschlag durch einen im Wasser liegenden Fön tötet den Familienvater Martin Kirchner in der Badewanne. Ob es sich dabei um einen Unfall, Mord oder Selbstmord handelt, ist erst einmal offen und muss von dem Ermittlerteam um Verena Berthold und Otto Garber ermittelt werden.
Die Ehefrau des Opfers geht bei einer Befragung davon aus, dass es sich um einen Suizid handelt, da ihr Mann unter Depressionen gelitten habe und die familieneigene Reederei Insolvenz anmelden musste. Die kurz darauf folgende Befragung des Bruders des Toten weckt Zweifel an der Selbstmordtheorie, da der überlebende Bruder den anderen hasste. Eine direkte Verbindung zur Tat lässt sich jedoch nicht finden.
Im weiteren Verlauf finden die Ermittler heraus, dass die Ehefrau eine Affäre mit einem verheirateten Mann unterhielt, was den Kreis der Tatverdächtigen um zwei Personen erweitert. Im Gegensatz zu seinem sonstigen Verhalten zeigt sich Yüksel Yüzgüler aus dem Ermittlerteam nachlässig: Ihm unterlaufen Fehler, er ist unkonzentriert und erscheint teilweise nicht zum Dienst. Dies ist dadurch begründet, dass er ein enges Liebesverhältnis mit Milena Kirchner hat, was er seinen Kollegen lange Zeit erfolgreich verschweigt, und die Ermittlungen in diesem Sinne beeinflusst. 
Als er eines Tages wieder nicht zum Dienst erscheint und auf die Anrufe seiner Kollegen nicht reagiert, sucht ihn Otto Garber auf. Doch auf das Klingeln an der Tür folgt keine Reaktion, so dass Garber seine Kollegin Berthold zu Hilfe holt und sie gewaltsam in Yüzgülers Wohnung eindringen. Dort machen sie eine schreckliche Entdeckung, denn ihr Kollege liegt erschossen auf seinem Bett. Auch hier wird zunächst von Suizid ausgegangen, was die Kriminaltechnik schnell ausschließen kann. Die Ermittler stehen vor einem Rätsel, finden zwar nun die Verbindung zu Milena Kirchner, doch hilft ihnen dies bei der Lösung des Falls nicht weiter.
Teamchef Reddemann bringt sich aufgrund der Brisanz des Falles bei den Ermittlungen mit ein und kann einen jungen Mann ausfindig machen, der Yüzgüler vor kurzem massiv gedroht hatte. Dieser schwört jedoch, nur einmal zugeschlagen und ihn nicht ermordet zu haben. Er habe ihn zwar noch mal aufsuchen wollen, aber Yüzgüler habe die Tür nicht geöffnet, allerdings sei ihm eine junge Frau im Treppenhaus begegnet. Die Beschreibung führt zu der drogenabhängigen Isa Habner, die bei den Kirchners Putzarbeiten erledigt, um sich etwas Geld zu verdienen. Habner wird verhört und räumt ein, dringend Geld gebraucht zu haben. Da sie vergeblich versucht habe, Milena Kirchner zu erpressen, wollte sie sich nun an deren Freund halten. Sie habe bemerkt, dass dieser der Polizei nicht die Wahrheit gesagt hatte, und hoffte, dass er sie für ihr Schweigen bezahlen werde. Sie sei dann ausgetickt, habe die Waffe genommen und einfach abgedrückt.
Als Milena Kirchner erfährt, dass ihr Liebhaber tot ist, für den sie vorhatte, ihren Mann zu verlassen, bricht auch sie zusammen. Ihr Mann habe schon öfter gedroht, sich umzubringen, wenn sie ihn verlassen wollte. An jenem Abend habe es ihr gereicht und sie habe ihm den Fön in die Badewanne geworfen, den ihr Mann selber eingeschaltet hätte.

## Hintergrund
Der Film wurde von der UFA Fernsehproduktion GmbH zwischen dem 4. November und 6. Dezember 2008 in Berlin und Umgebung gedreht. Die Erstausstrahlung fand am 2. Mai 2009 um 20.15 Uhr im ZDF statt.
Die Rolle des von Jaecki Schwarz gespielten Barkeepers Sputnik ist auf den dramaturgischen Zweck des Comic Relief angelegt. In dieser Folge wurde ihm von den Drehbuchautoren das Ziel vorgegeben, Schlagersänger zu werden. Aus diesem Grund sind verschiedene Szenen eingebaut, in denen er (im Duett mit Otto Garber) eine Reihe von alten Schlagern intoniert u. a. Gold in deinen Augen von Frank Schöbel, Sag ihr auch von Gerd Christian sowie das titelgebende La Paloma.

## Rezeption

### Einschaltquote
Bei der Erstausstrahlung von La Paloma am 2. Mai 2009 im ZDF wurde der Film in Deutschland von insgesamt 5,72   Millionen Zuschauern gesehen und erreichte einen Marktanteil von 21,5 Prozent.

### Kritik
Tilmann P. Gangloff befand auf Tittelbach.tv: „Selbst nach 15 Jahren weiß die ZDF-Reihe ‚Ein starkes Team‘ mitunter zu überraschen: Katrin Bühligs ‚La Paloma‘ ist eine Ausnahmeepisode der Reihe. Da wird mit Konventionen gebrochen: Yüksel, der stets loyale Kollege, gespielt von Tayfun Bademsoy, benimmt sich seltsam und gerät ins Zwielicht. Melancholie liegt über den Bildern von Regisseur Markus Imboden. Da passt dann sogar ein Schlager-Duett wunderbar ins atmosphärische Bild!“
Auf Quotenmeter.de heißt es: „Die neue Ausgabe von ‚Ein starkes Team‘ glänzt weniger durch ihren Plot, als durch ihren erfreulich gelungenen Rahmen. […] doch leider führt jede Spur unmittelbar zum Ziel und der Zuschauer hat die Umstände um das rätselhafte Dahinscheiden Martin Kirchners recht schnell entschlüsselt. Die Plantings machen zwar durchwegs Sinn, werden aber viel zu unsubtil gesetzt. Packende Spannung kommt somit leider nicht auf.“
Die Kritiker der Fernsehzeitschrift TV Spielfilm vergeben einen gehobenen Daumen als beste Wertung und fassen ihren Eindruck mit dem Urteil „Packend konstruierter Fall mit guten Figuren“ zusammen.